# Calvario (religión)
El Calvario  en la tradición de la religión  católica, es la representación artística de la escena de la muerte de Jesús en la cruz, lo que se conoce como Crucifixión de Jesús. Representa a Jesús crucificado en un lugar llamado Gólgota (aram.: Gûlgaltâ), que significa, en arameo, «lugar del cráneo» al cual también se le llama Calvario y es el la escena cumbre de la pasión de Cristo. La figura de Jesús en la cruz es el símbolo de la salvación y redención de los hombres, punto neurálgico de la doctrina cristiana
La representación de la escena, una de las más representadas en el arte cristiano, suele ser muy variada pero siempre se da en torno a la figura de Jesús crucificado a la cual rodean, como mínimo, su madre, la Virgen María, y el San Juan Evangelista, el discípulo y apóstol más apreciado. Otras veces aparecen las cruces de los dos  ladrones, uno a su izquierda y otro a su derecha, que fueron condenados a morir crucificados a su lado, incluso con soldados romanos encargados de la ejecución y algunos  enemigos por un lado y  familiares y personas cercanas que lo lloran por otro.
En los retablos se suele disponer habitualmente, en la parte más alta de la calle central ocupando un lugar relevante al se  la escena culminante de la Pasión de Cristo corona y preside el conjunto del mueble del altar.
La representación se da en todas las artes, escultura, pintura de todo tipo, incluso en conjuntos esculturales en calles y plazas públicas que, a menudo, son la culminación de un vía crucis. También suele ser un conjunto muy representado en pasos de Semana Santa existiendo cofradías que llevan esa denominación.

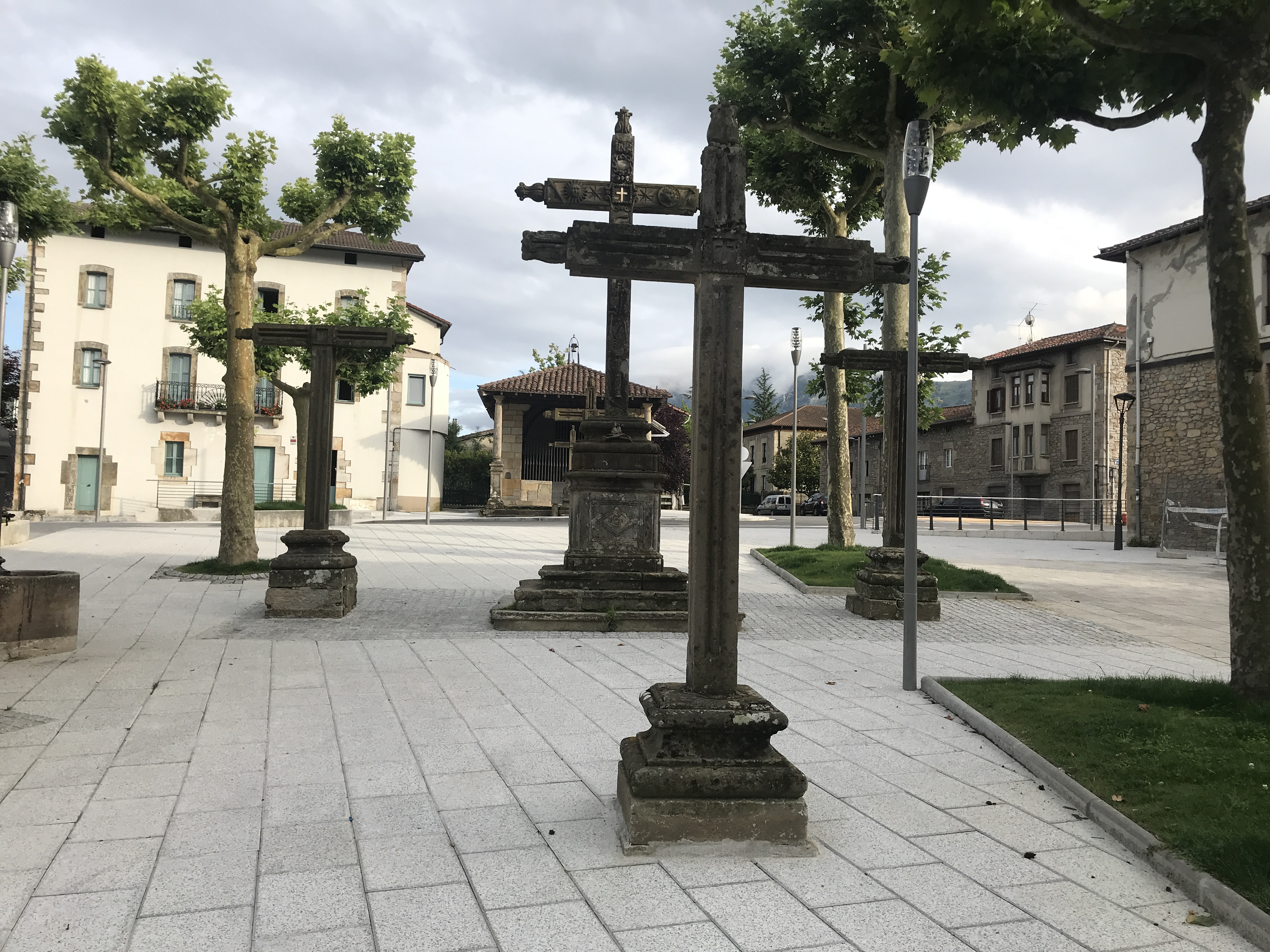
Calvario en la plaza de Ferialeko en Abadiano en Vizcaya en el País Vasco (España).
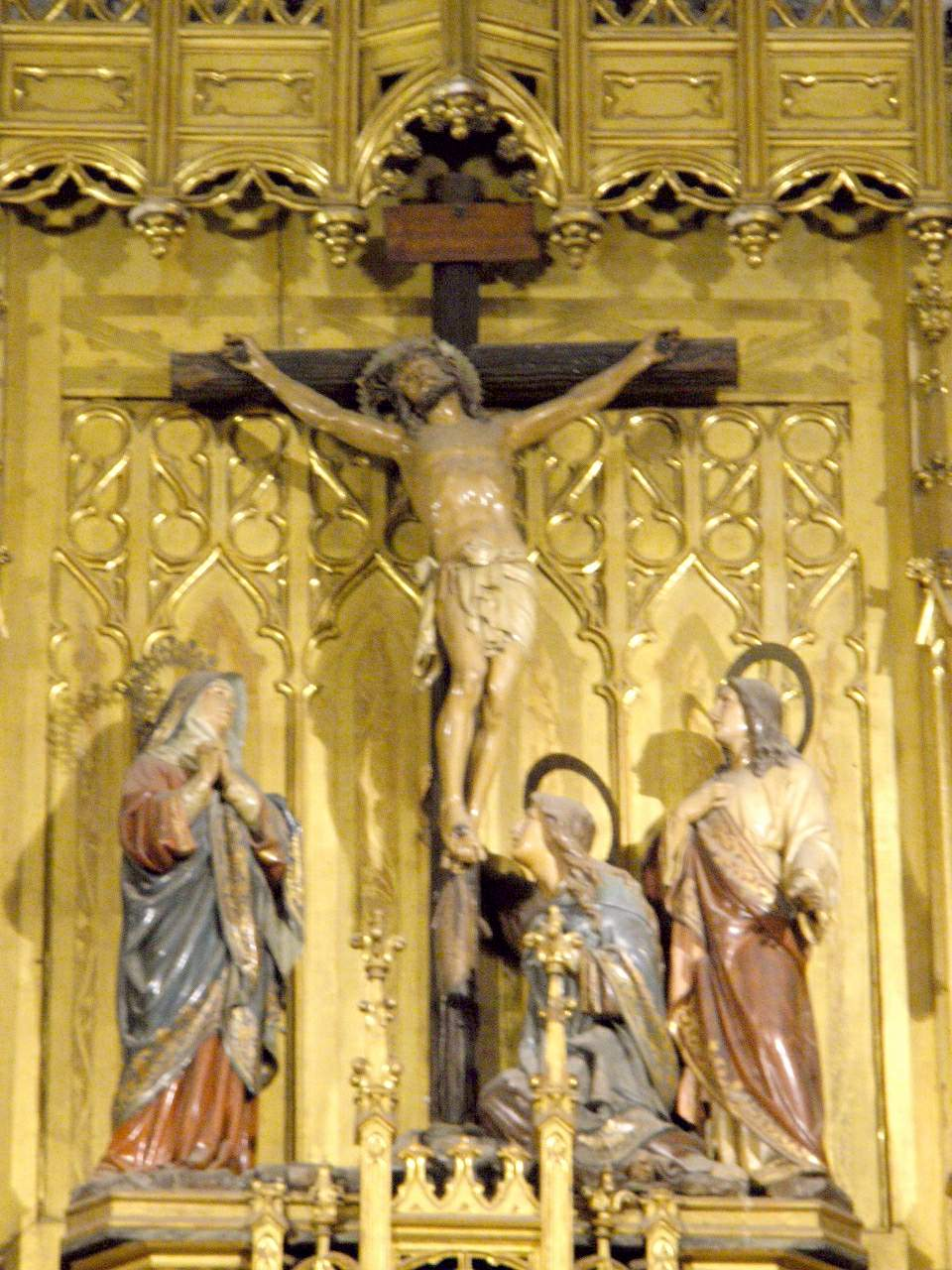
Calvario del retablo de la iglesia de Santa María de Sestao  en Vizcaya en el País Vasco (España).
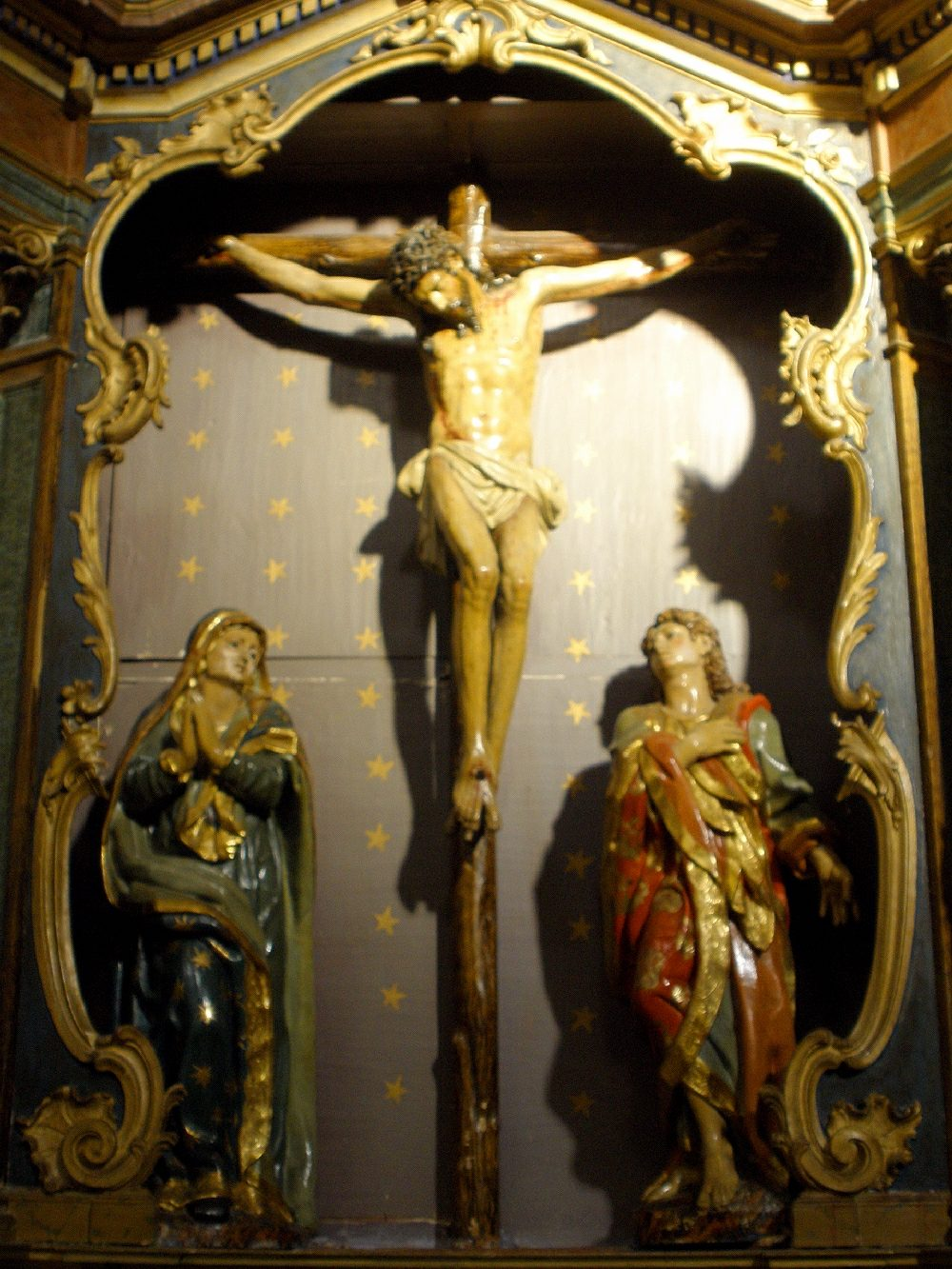
Calvario del convento de la Concepción en Cuellar Segovia en España.
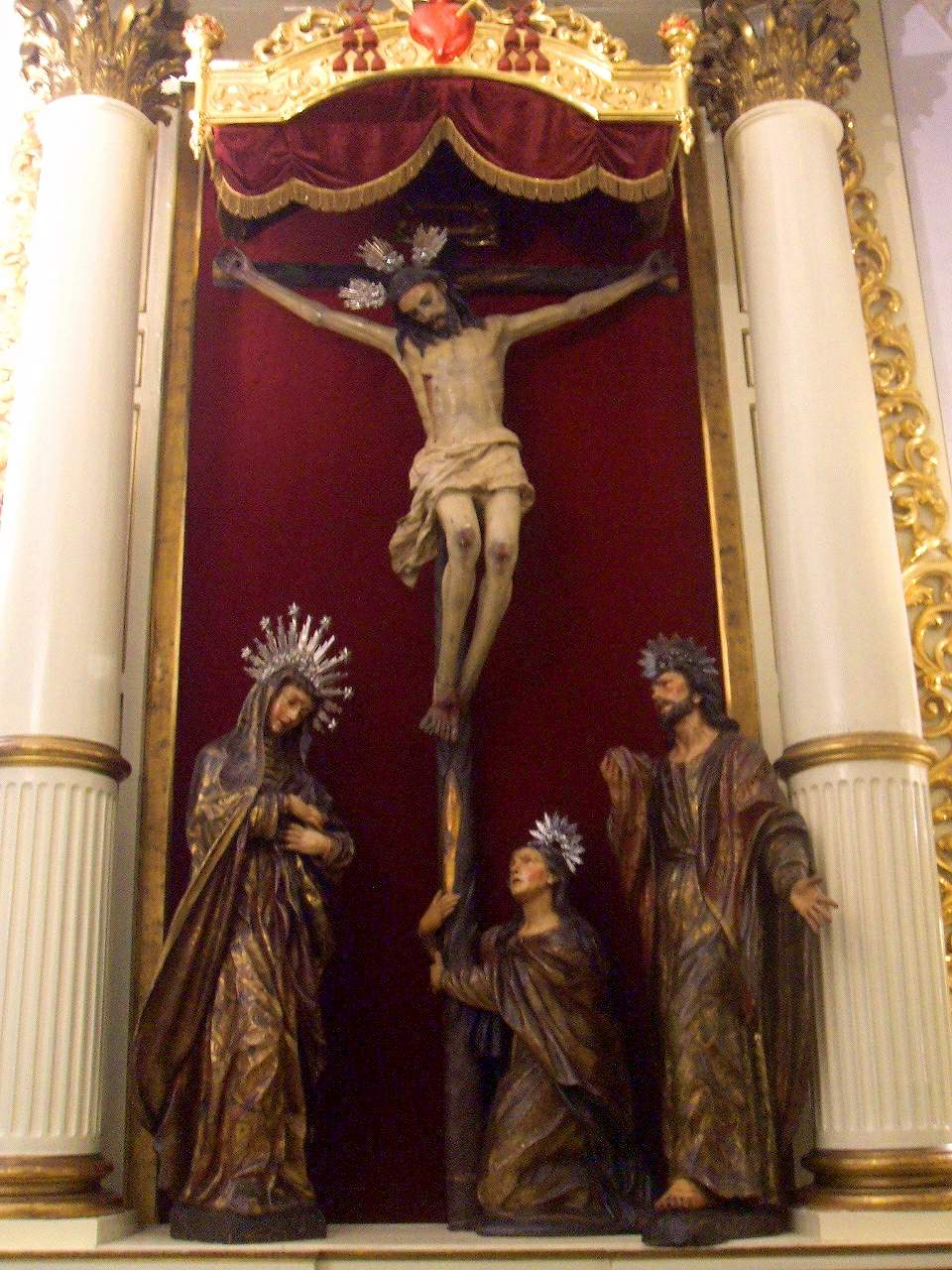
Calvario del Convento de la Encarnación en Sevilla en  España.